# ویلیام کاسر
|}ویلیام کاسر (به انگلیسی: William Cossar) یک کشتی چوبی کوچک ۲۰ تنی دولت مستعمره بود که در سال ۱۸۲۵ غرق شد. این کشتی به نام سازنده آن ویلیام کاسار نامگذاری شد.